# Provincia di Bale
Bale (o Bali) è il nome di un'ex-provincia situata nella parte sudorientale dell'attuale Etiopia, a sua volta nata da un regno medievale.

## Storia

### La dipendenza di Bale nel Medioevo
I primi territori di Bale erano un regno islamico tributario all'impero etiope durante la dinastia Salomonide, situata tra Ifat e Hadiya. Taddesse Tamrat situa Bale a sud del fiume Shebelle, che separava il regno da Dawaro a nord e il sultanato di Adal a nordest; L'accademico Richard Pankhurst aggiunge che il suo confine meridionale era il fiume Ganale Dorya. Ulrich Braukämper, discutendo sulla prova, dichiara che questa dipendenza "occupava un'area a nordest della provincia che ne prese poi il nome, tra la catena montuosa di Urgoma e la parte orientale del fiume Shebelle."
La prima voce sulla sopravvivenza del regno è la Canzone dei Soldati dell'Imperatore Amda Seyon I. Lo storico Chihab al-Umari descrive la sua grandezza di 20 giorni di viaggio per sei, e le sue terre erano più fertili e dal clima migliore rispetto a quelle dei suoi vicini islamici. Aveva un esercito di 18'000 uomini a cavallo e "molti" soldati appiedati.
Il regno islamico di Bale fu comunque il primo territorio dell'imperatore Imam che Ahmad Gragn conquistò dopo la battaglia di Shimbra Kure, ma fu poi rapidamente riconquistato dall'imperatore Geladewos dopo la morte di Imam. In seguito, però, passò sotto possesso degli Oromo, che iniziarono a insediarsi come gadaa dei Mudana gadaa (1530-1538). Gli etiopi iniziarono dunque i loro tentativi di riconquistare Bale, fino a quando Fasil, fratello dell'imperatore Sarsa Dengel, morì con tutto il suo popolo per mano degli Oromo Dawe. Dopo una ribellione fallita contro suo fratello nel 1567, Fasil era fuggito lì credendo che i suoi confini meridionali sarebbero serviti come la sua base. Sarsa Dengel, nella sua campagna contro il sovrano di Harar che si concluse con successo, arrivò fino al fiume Shabelle, ma intanto gli Oromo erani migrati ancora a nord nel dominio di Amhara alle sue spalle. Sebbene la Cronaca Reale dell'Imperatore Susenyos riferisce che Dagano, governatore di Bale, avesse pagato tributi all'imperatore Yaqob, Braukämper conclude che "dall'intero della situazione storica il fatto che l'Etiopia avesse preso possesso della regione nel XVII secolo ciò fosse pura teoria."

### La provincia di Bale

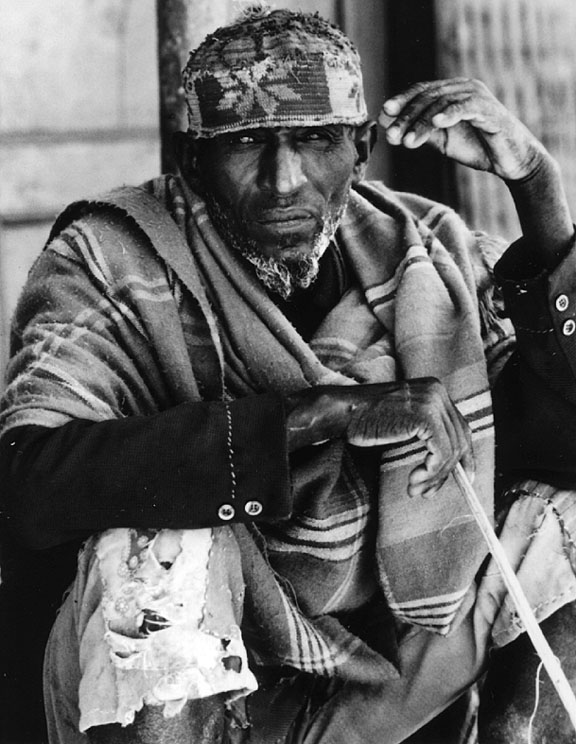
Un contadino della regione di Bale

A seguito di tali avvenimenti, seguì, nel 1960, la fondazione della provincia sudorientale in Etiopia, con Bale Robe come capitale, nata dalla provincia di Harerge a sud di Shabelle. I bassifondi di entrambe le regioni circondavano la porzione etiope della regione di Ogaden.
A partire dal 1963, Waqo Gutu guidò una rivolta che finì per coinvolgere l'intera regione, e fu sedata solo nel 1969 dall'esercito etiope. Solo nel mese di febbraio del 1970 Waqo Gutu offrì la sua resa, a seguito della quale ricevette una commissione nell'esercito etiope.
Con l'adozione della costituzione del 1995, Bale fu divisa tra le regioni di Oromia e Somali.

## Amministrazione
La regione di Bale era divisa in cinque awraja:
- Delo
- El Kere
- Genale
- Mendoyu
- Wabe